# Horizonte Futebol Clube
Maillots
Le Horizonte Futebol Clube, plus couramment abrégé en Horizonte, est un club brésilien de football fondé en 2004 et basé dans la ville de Horizonte, dans l'État du Ceará.
Le club joue ses matchs à domicile au Stade Francisco Clenilson dos Santos, et joue actuellement dans le championnat du Ceará.

## Histoire
Le club est fondé le 27 mars 2004.
Il remporte son premier titre officiel en 2007 avec le Championnat du Ceará de deuxième division, ce qui les promeut en Série C pour la saison 2008.
Le club participe à la Copa do Brasil en 2011.

## Stades
Depuis sa création, le club joue ses matchs à domicile au Stade Francisco Clenilson dos Santos, surnommé le Clenilsão et doté de 3 000 places.

## Palmarès
| Compétitions nationales                            |
| -------------------------------------------------- |
| - Championnat du Ceará D2 (1) : - Champion : 2007. |

## Personnalités du club

### Présidents du club
- Paulo Wagner

### Entraîneurs du club
- Roberto Carlos
- Gilmar Antônio Silva
- Caé Cunha[4] (2019 - )

## Identité du club
La mascotte de l'Horizonte est le coq, affectueusement appelé par les fans le "Coq du Tablero", qui est aussi le surnom de l'équipe.